# Icublabia
Icublabia is een kevergeslacht uit de familie van de boktorren (Cerambycidae). De wetenschappelijke naam van het geslacht werd voor het eerst geldig gepubliceerd in 2003 door Galileo & Martins.

## Soorten
Icublabia is monotypisch en omvat slechts de volgende soort:
- Icublabia multispinosa Galileo & Martins, 2003